# Ситник Іван Олександрович
Іван Олександрович Ситник (нар. 7 вересня 1927, с. Росішки Петропавлівського району, нині Дніпропетровської області, Україна) — український вчений у галузі мікробіології. Доктор медичних наук (1969), професор (1970). Батько Сергія Ситника.

## Життєпис
Народився Іван Ситник на хуторі Росішки в селянській сім'ї. Раннє дитинство позначене голодомором, але завдяки батькові, що був мисливцем, сім'я врятувалася: в степу водилися зайці і за здані в «Союзпушнину» заячі кожушки батькові давали манку, цукор. З 13 років літом працював у колгоспі — нарівні з дорослими чоловіками сідав за косарку.
На хуторі була тільки чотирирічна школа, а неповна середня — за сім кілометрів у сусідньому селі Лозове. Найулюбленішим шкільним предметом була література, особливо малий Іван любив поезію. Середню школу (із золотою медаллю) закінчував у райцентрі Петропавлівка. Жив у родичів, а в суботу долав уже 22 кілометри, щоб відвідати рідних. Учителі радили вступати на філологічний, але в 9 класі прочитав книгу «Цитадель» Олександра Кроніна і зрозумів, що його покликання — медицина.
Перші півроку навчання у виші далися нелегко, адже предмети викладали не українською — на лекціях звучала незвична для вуха російська термінологія. Записався також на вечірні курси англійської мови (у школі вивчав німецьку, яку не любив). Навчаючись у великому місті, часто відвідував театр. На останньому курсі обрав спеціалізацію «судова медицина». Одеський медичний інститут закінчив у 1954 році з відзнакою. Після закінчення вишу, випускника-відмінника вчена рада інституту рекомендувала для навчання в аспірантурі на кафедрі мікробіології. Протягом трьох років навчання в аспірантурі першим приходив на кафедру й останнім йшов додому. Кандидатську захистив достроково.
Від 1957 — в Тернопільському медичному інституті (нині ТДМУ): асистент, доцент, завідувач кафедри мікробіології, вірусології та імунології (1965—1994), проректор з наукової роботи (1965—1995), від 1995 — професор кафедри мікробіології, вірусології та імунології.

### Сім'я
З майбутньою дружиною Вірою, яка молодша на три роки, вчилися в одній школі, потім вона вступила в Дніпропетровський інститут іноземних мов. Побралися після отримання дипломів про вищу освіту. Проживали в гуртожитку. Дружині запропонували посаду асистента на кафедрі іноземних мов новоствореного медичного вишу в Тернополі. Відтоді проживають у цьому місті. Син Сергій теж лікар, завідувач кафедри психології експериментального інституту народної освіти в Тернополі. Онук Юрій закінчив Київський європейський інститут фінансів, інформатики і менеджменту, а Іван — ЗОШ № 6.

## Науковий доробок
Сформував і очолив українську школу науковців-медиків «Мікрофлора людини в нормі та патології». Член Європейського товариства з хіміотерапії інфекційних хвороб.
Член редакційних колегій журналів «Інфекційні хвороби», «Мікробіологічний журнал».
Підготував 4 докторів і 26 кандидатів наук, серед яких професори Михайло Андрейчин, Світлана Дроговоз, Сергій Климнюк, Ігор Венгер, Людмила Гановська-Порохняк. Серед колишніх учнів Івана Ситника і довголітній ректор ТДМУ Леонід Ковальчук.
Автор і співавтор понад 200 наукових робіт, підручників, посібників; 5 авторських свідоцтв і патентів на винаходи.

### Підручники і посібнники
- I. О. Ситник, С. I. Климнюк, М. С. Творко. Мікробіологія, вірусологія, імунологія, для вищих медичних навчальних закладів I—II рівнів акредитації (1999);
- I. О. Ситник, С. I. Климнюк, М. С. Творко. Мікробіологія, вірусологія, імунологія (видання 2-е, без змін), для вищих медичних навчальних закладів I—II рівнів акредитації (2009);
- С. I. Климнюк, I. О. Ситник, М. С. Творко, В. П. Широбоков. Практична мікробіологія, навчальний посібник для студентів вищих медичних навчальних закладів IV рівня акредитації (2004);

## Відзнаки
- Почесна грамота ВР УРСР (1979).